# فرانك ووكر
فرانك ووكر (بالإنجليزية: Frank Walker)‏ (و. 1981  م) هو لاعب كرة قدم أمريكية، من الولايات المتحدة، ولد في توسكيجي، ألاباما، يلعب كظهير خلفي ‏.

## التعليم
تعلم في جامعة توسكيجي ‏.